# Paese dei balocchi
(Carlo Collodi, op. cit., p. 228.)
Il Paese dei balocchi (scritto anche Paese de' balocchi) è un luogo immaginario apparso nel romanzo di Carlo Collodi Le avventure di Pinocchio. Storia di un burattino.

## Ruolo nella storia
Nel capitolo XXX, la Fata darà l'indomani una festa alla quale Pinocchio sarà trasformato in un bambino vero ed egli invita tutti i suoi compagni di classe. L'ultimo che trova è il suo migliore amico Lucignolo, che però rifiuta l'invito, essendo prossimo alla partenza verso "il più bel paese del mondo", cercando anche di invitare Pinocchio a seguirlo, ma egli rifiuta, per quanto si lasci incantare dalle sue incantevoli caratteristiche: Un paese di cuccagna dove niente scuole o maestri, il giovedì è festa e ogni giorno della settimana è giovedì, meno la domenica, e le feste dalla scuola durano un anno intero. A portarlo lì, sarà una carrozza che lo prenderà a notte fonda. Pinocchio continua a rifiutare gli inviti di Lucignolo a seguirlo, ma tra una convinzione e l'altra, accetta di far compagnia all'amico e salutarlo alla partenza, arrivando a mancare il coprifuoco.
Quando la carrozza arriva, stracolma di bambini, al punto che Lucignolo si deve sistemare sulle stanghe, il cocchiere chiede a Pinocchio se vuole seguirlo. Di principio, il burattino rifiuta, ma con Lucignolo e gli altri bambini che lo incitano e gli fanno pressione, egli cede alfine e si sistema (dopo qualche bizza) su uno dei somari che traina la carrozza, che durante il tragitto mormora e piange a Pinocchio che presto si pentirà di questa scelta, ma l'omino svia subito le preoccupazioni di Pinocchio. La mattina seguente, la carrozza arriva a destinazione. Il paese è descritto come abitato solo da bambini tra gli 8 e i 14 anni, tutti intenti a giocare tra le strade senza preoccupazione con qualsiasi attività o gioco e sui muri, scritte sgrammaticate sulla bellezza del paese quali "viva i balocci!", "non voglamo più schole" e "abbasso Larin Metica". Ben cinque mesi passano per Pinocchio e Lucignolo in questo paese ed è allora che si avvera una delle predizioni prefigurate dal Grillo-parlante nel quarto capitolo.
Pinocchio si risveglia nella sua camera d'alloggio con due nuove paia d'orecchie d'asino. La marmotta sua coinquilina gli rivela che si è buscato la "febbre del somaro": a suon di comportarsi svogliatamente, senza ritegno per la scuola e le sue materie, si trasformerà nel giro di poche ore in un somaro completo. Pinocchio, di principio, incolpa Lucignolo di tutto e, preso una grosso cappello per coprirsi le orecchie, corre a cercarlo, trovandolo infine nel suo dormitorio con lo stesso problema. Rigirando sulla questione dei loro buffi copricapi, infine i due si rivelano la orecchie a vicenda e di principio ridono del loro buffo aspetto, finché non si accorgono che fanno fatica a restare in piedi su due gambe e ben presto il resto del corpo asinino inizia a comparire: zampe, muso, pelliccia e coda. Come se l'umiliazione non fosse già abbastanza, i due perdono anche il dono della parola e riescono solo a ragliare.
Proprio allora giunge l'omino che dopo aver strigliati e imbrigliati, li porta al mercato a venderli. Il narratore rivela che con questo suo abuso della febbre del somaro, l'omino è diventato milionario nel giro di pochi anni. Non sembra esistere una cura per la febbre del somaro, ma la fata è in grado di salvare Pinocchio, quando viene gettato in mare, mandando un banco di pesci a mordicchiare via la pelle di somaro, rivelando il burattino al suo interno.

### Locazione
Nella descrizione finale dell'omino, il narratore spiega anche che egli "gira per il mondo" in cerca di bambini svogliati ed è inoltre giusto dire che il racconto non renda chiaro se il paese si trovi o meno nell'isola delle Api Industriose, dove Pinocchio e Lucignolo sono partiti, o se si trovi da qualche parte sulla terraferma (raggiunta in sconosciute circostanze: forse tramite un traghetto o un ponte o anche con la magia). Giudicando da come Pinocchio incappi nell'ultimo capitolo in facce familiari e poi nello stesso Lucignolo, venduto ad un fattore, lasciano intuire che non sia troppo lontano dalla sua casa natale, il paese (o quanto meno il mercato) dovrebbe trovarsi quindi sulla terraferma.
Diversi storici e studiosi collodiani hanno identificato il Giardino di Tivoli a Firenze, nella zona del Piazzale Galileo Galilei, con il "Paese dei balocchi". La tipologia dei divertimenti (teatro burattini, animazioni, giostre, ecc...) e il biglietto di prezzo più contenuto per i ragazzi, sono un chiaro riferimento al luogo dove Pinocchio e Lucignolo decidono di andare. Inoltre, lo stesso Collodi era solito sollazzare tra quelle giostre.

## Altri media

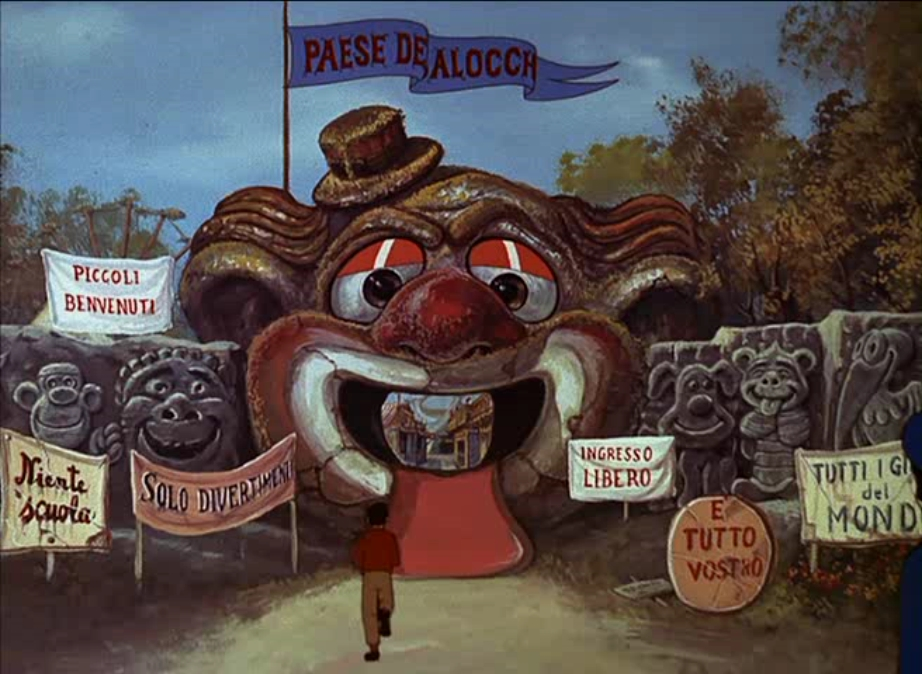
L'entrata del paese dei balocchi in Un burattino di nome Pinocchio

Il Paese dei balocchi è un posto presente nei vari adattamenti dell'opera di Collodi, spesso rappresentato come un luna park (c'è chi tenta di attenersi all'epoca del romanzo e chi aggiunge attrazioni anacroniste come le montagne russe, che giunsero in Italia solo qualche anno dopo la pubblicazione della storia). Alcune versioni invece mantengono la trasformazione del protagonista in asino, ma non sempre nel paese dei balocchi. Spesso, per semplicità, Pinocchio vi passa solo una giornata al paese dei balocchi prima che la trasformazione abbia effetto. In alcuni adattamenti, viene detto che per guarire dalla trasformazione in asino basti una buona azione.
- Nel primissimo adattamento del 1911, è un semplice paesello dove i bambini si divertono. L'unica locazione visitata è l'asilo, il dormitorio dove alloggiano Pinocchio, Lucignolo e gli altri bambini trasformati che inizialmente sono scambiati come parte dell'attrazione dal protagonista.
- Nel film del 1947 Le avventure di Pinocchio di Giannetto Guardone, del paese sono primariamente viste solo la casa dove alloggiano Pinocchio e Lucignolo. Il luna park che è il paese dei balocchi è visto dalle loro finestre.[10]
- Nel film animato italiano del 1971 Un burattino di nome Pinocchio di Giuliano Cenci, il paese ha l'aspetto di una fiera con scivoli e tiri a segno.
- Nell'anime del 1972 Le nuove avventure di Pinocchio, il paese dei balocchi è una dimensione oscura comandata da Clarissa, la Strega dei Papaveri, nemica giurata della Fata della Quercia, la quale attira i bambini nelle innocue vesti di una bella ragazza, poi apre per loro un varco dove li attende una carrozza-slitta trainata da renne che li possa portare al paese dei balocchi. Rappresentato come un luna park, la cui attrazione principale è una scuola dove i ragazzi devono ignorare le regole e gli insegnanti e devastare tutto. Anziché venire trasformati in asini, in questa versione, i bambini si accorgono piano piano che i balocchi e i divertimenti vengono rimpiazzati da mostri e demoni, mentre Clarissa rivela la sua vera forma. Quando Pinocchio diventa sua vittima, la Fata della Quercia giunge in suo soccorso e riesce a farlo scappare, per poi ingaggiare una lotta con la sua nemesi (dalla quale sembra uscirne vincitrice). Come Pinocchio torna a casa si scopre che, mentre era nel paese dei balocchi, il tempo non è trascorso nel mondo reale. Fatto interessante è che nei titoli di coda della serie viene ricordata la vera natura del Paese dei Balocchi.
- Nello sceneggiato TV del 1972 Le avventure di Pinocchio di Luigi Comencini, il paese dei balocchi è un insieme di baracconi recintati dove diversi dipendenti offrono dolci e giocattoli ai bambini, li allietano con la musica e promettono a loro che il giorno seguente li aspettano delle sorprese, ignari che ciò che gli raccontano sarà sì corretto ma molto diverso da quello che si aspettano. Con il fatto che la febbre del somaro ci mette un solo giorno a fare effetto, tutti i bambini del carico sono trasformati allo stesso tempo e, per quanto Lucignolo e Pinocchio tentino la fuga dal posto, sono subito fermati dall'omino di burro che li riporta dentro in forma di somari. Nello stesso posto, inoltre, avviene il mercato dei somari. Il luogo delle riprese, i Baracconi di Colle Fiorito, venne demolito negli anni novanta per costruirvi il centro commerciale La Triade.[11]
- Nell'anime Pinocchio del 1976, il paese dei balocchi è un luna park nascosto nel profondo di una selva oscura e un gigantesco orologio senza lancette sovrasta l'entrata a simboleggiare che il tempo non esiste. Dopo aver incontrato Lucignolo, a Pinocchio viene spiegato del posto, con il ragazzo che sfoggia un calendario del posto (da lui fatto) con tutti i giorni segnati come festivi e un biglietto per la carrozza. Pinocchio di principio non gli crede, considerando l'esistenza di tale posto possibile solo tramite la magia. Lucignolo allora lo porta da una veggente che gli spiega che il paese esiste per chi ci crede. Quella sera, dopo che il biglietto viene rubato dal Gatto e la Volpe, i due incappano nella carrozza e sono invitati a bordo. Ben tre episodi sono spesi con Pinocchio, Lucignolo, Volpe e Gatto che si divertono nel paese, tra scivoli, giostre, dolci e montagne russe, con l'ultimo che si conclude con la trasformazione in somaro a seguito di svariati mesi di divertimento. Degno di nota, qualche episodio prima, Pinocchio entra in possesso di un asino parlante di nome Danky, ma non viene mai specificato se sia o un normale animale parlante come tanti o una vittima della febbre del somaro, qua rinominata "asinite acuta", la cui cura è il compimento di un'autentica buona azione.
- Nel film animato del 1987 I sogni di Pinocchio, un seguito della storia, l'Imperatore della Notte possiede un battello magico al cui interno Pinocchio incappa in un night club che, in omaggio alla versione Disney, è pieno di bambini disobbedienti che si divertono scolando boccali di birra, soprannominato "La Terra dove i Sogni diventano Realtà", ma Pinocchio presto scoprirà che i bambini sono invece inanimate marionette, precedenti vittime usate dall'Imperatore per spingere Pinocchio nel loro stesso circolo vizioso.
- Nel film diretto da Diane Eskenazi del 1992, il Paese è un luna park con giostre, stand di dolciumi da mangiare o lanciare e una casa degli specchi dove la trasformazione di Lucignolo e Pinocchio ha effetto.
- Nel film del 1996 Le straordinarie avventure di Pinocchio, il paese è rinominato Terra Magica ed è un luna park nascosto tra le montagne dietro una cascata. A rendere possibile la trasformazione è una fontana magica che spruzza sopra l'ottovolante: chiunque ne beva l'acqua si trasforma nell'animale che meglio rappresenta, che nel caso dei bambini si tratta appunto di asini. Pinocchio, salvandosi parzialmente dalla trasformazione dopo essere stato sforacchiato per sbaglio da Lucignolo al tiro a segno, si ritrova con solo le orecchie e riesce a liberare gli asini, poi cerca di avvertire gli altri bambini ma Lorenzini, padrone del posto, lo sminuisce. Lucignolo salva la situazione gettando il malvagio nella fontana e Lorenzini inizia a trasformarsi in una balena, costringendolo a scappare in mare, mentre i bambini, ora consci del pericolo, scappano via. A fine film, Pinocchio ha modo di vendicarsi su Volpo e Felinetta dicendo di bagnarsi nella fonte di Terra Magica per diventare ricchi, trasformandoli così in una volpe e una gatta. Come poi si evince dal seguito e dal fatto che Lucignolo torna normale a fine film, la trasformazione non sembra essere permanente.
  - Nel seguito del 1999 Il mondo è magia - Le nuove avventure di Pinocchio, Lorenzini è tornato normale e, dopo aver preso l'acqua di Terra Magica e averla dopata in un siero curativo, la vende sotto le sembianze della circense Madame Flambeau. Col tempo, scopre che esiste un altro tipo di fonte in grado di riportare la gente al suo stato originale. Con l'intenzione di guarire la sua gola bucata da Pinocchio, si mette alla sua ricerca. Inoltre, quando Pinocchio e Lucignolo giungono a comprare il siero, Lorenzini lo altera affinché il primo torni burattino e l'altro un asino-cavalluccio marino da esporre nel suo circo. A bere però la pozione di Pinocchio è Geppetto, ma Flambeau decide di usare Geppetto come attrazione e Lucignolo come ostaggio per tenere in riga Pinocchio, il quale poi accetterà di bere la pozione per assicurarsi che il suo amico non venga poi cucinato. In seguito, Pinocchio trova la fonte originale e, mentre lui, il suo amico e Geppetto tornano umani grazie ad essa, Lorenzini invece diventa un mostro mezzo uomo e mezzo anfibio, venendo rinchiuso come fenomeno nel suo stesso circo. Volpo e Felinetta, divenuti due animali antropomorfi, si buttano anch'essi nella fonte, solo per scoprire di non essere cambiati affatto.
- Nel film del 2002 Pinocchio di Roberto Benigni, è un parco giochi pieno zeppo di bambini. Le attrazioni comprendono giostre, tiri a segni, prove di forza, distribuzione di giocattoli, dolci e strumenti musicali. La trasformazione prende effetto subito nel corso della prima notte e i clienti dell'omino di burro sono invitati prima dell'alba ad assistere alla trasformazione, prima di concludere gli affari. Similmente alla versione Disney, il Grillo Parlante tenta di recuperare Pinocchio dal paese, ma passa più tempo a scappare dai pericoli che gli scalmanati bambini gli presentano a causa della sua stazza e viene poi frastornato da un paio di piatti, arrivando dal suo protetto che è troppo tardi.
- In Pinocchio - Il grande musical del 2003, il paese dei balocchi è una scuola abbandonata chiamata "Scuola superiore dei somari" dove i ragazzi possono devastarla come meglio desiderano. Molti mesi passano quasi senza che nessuno se ne accorga, ma a un certo punto Pinocchio si stanca e tenta di andarsene, ma proprio allora comincia la trasformazione. I brani dedicati al posto sono "Il Paese dei Balocchi", "Sballo" e "Voglio andare via".
- In Pinocchio 3000, affinché i bambini stiano alla larga dai suoi robot costruttori per salvare il poco verde rimasto, il sindaco Scamboli fa costruire un luna park dietro consiglio di sua figlia, Scamboland, ma la sera dell'inaugurazione, un blackout provocato da Geppetto per avviare Pinocchio mette in imbarazzo il sindaco. Il giorno dopo, Scamboli manda i suoi assistenti a invitare altri ragazzi al parco, ora sistemato, ma nessuno è interessato, finché Pinocchio non viene assunto come mascotte e, ispirato da una delle sue frasi su come "sarebbe meglio se i bambini fossero come i robot", il sindaco manomette l'ottovolante "La Balena Magica" affinché i bambini passino per un processo di robotizzazione, nel quale ci fa anche passare a forza Geppetto. Quando scoperto, Scamboli aizza i suoi robot contro Pinocchio e lo insegue poi in un'attrazione "Il Tunnel della Paura" in cui bisogna volare dentro una Lemniscata rotante mentre un giocatore pianta più ostacoli e un altro li rimuove per il pilota. Sfuggiti e sistemato Scamboli, Geppetto propone di invertire il processo della Balena Magica per riportare tutti i bambini in umani, ma quando poi ci passa lui, torna Scamboli a fermare l'attrazione. Pinocchio entra e la riattiva, facendoci passare Scamboli e trasformandolo in un robot, e poi la Fata Cyberina fa riprendere la carrozza di Geppetto con Pinocchio a bordo, trasformando entrambi in umani. Più tardi viene rivelato che Scamboli è stato perdonato e riportato alla sua forma umana.
- Nel film animato del 2007 Bentornato Pinocchio, un seguito della storia, l'Omino di burro rapisce Babbo Natale affinché per il natale i bambini possano trovare gioia nel suo parco di divertimenti e tornare a fare soldi con i somari che venderà. Il paese dei balocchi qui è un normale luna park. Nonostante i guai passati e gli incubi che ha ancora di quando era un asino, Pinocchio viene convinto di nuovo a tornarci e, nel giro di un giorno, è già tornato un somarello. Durante la vendita dei somari, Winnie scalcia e umilia l'omino, permettendo a Pinocchio e agli altri di scappare.  Tuttavia, come le cattive azioni potevano farlo regredire a burattino e a somaro, buone azioni possono invertire il processo. A fine film, la fata punisce gli antagonisti e i tirapiedi dell'Omino di burro (tra cui Gatto e Volpe) sono tramutati in asini.
- Nella miniserie del 2009, rassomiglia ad una fiera cittadina con qualche attrazione come giostre e tiri a segno e attività come la battaglia a cuscinate. Si trova nascosta tra le montagne e Pinocchio ci passa solo un giorno e nella notta già si stufa dei giochi e tenta di andarsene, prima di accorgersi che si sta trasformando in asino.
- Nel film animato del 2012, il paese dei balocchi è situato su un'isola raggiungibile tramite dei colorati battelli. Del paese vengono visti solo tanti colori e molti balocchi, poi un'ala sotterranea adibita a dormitorio dall'aspetto simile ad una prigione. Il giorno seguente, i bambini sono poi portati nelle viscere dove la loro trasformazione prende effetto (o comincia durante la notte, ma le orecchie sono coperte da grossi cappelli che i ragazzi ottengono all'ingresso) e sono poi messi a lavorare alle macchine. Pinocchio, data la sua natura di legno, viene invece messo a lavorare nel circo del paese e, mancando le istruzioni distratto dall'apparizione di Turchina, viene subito gettato in mare dentro un sacco per la sua disobbedienza. Sebbene gli omini di burro vengano pagati con ogni carico, non è chiaro come il paese si possa permettere la loro paga considerando che nessun asino sembra essere venduto.
- Nella miniserie tedesca del 2013, è ancora una volta un paesello recintato pieno di giochi e dolcetti. La trasformazione qui dipende dallo schiocco della frusta magica dell'omino, che verrà distrutta a fine storia, riportando tutte le vittime alla normalità.
- In Regal Academy, Lucignolo ha il potere di trasformare le persone in somari e riporta ancora i danni della sua disavventura con le orecchie da somaro. Inoltre, in "Alla ricerca di Pinocchio", Pinocchia menziona il posto, dicendo che suo fratello si era perso mentre faceva una passeggiata lì.
- Nel film del 2019 Pinocchio di Matteo Garrone, il paese dei balocchi è un fortino adibito a parco giochi, con scivoli, piscina, fortezze di balle di fieno e, quando i bambini si trasformano il giorno dopo, il fortino è adibito a mercatino per venderli.
- Nell'adattamento in stop motion del 2022 di Guillermo del Toro, ambientato durante l'epoca fascista, a prenderne le veci è un campo militare giovanile dell'Opera nazionale Balilla, con l'intento di rendere i bambini i prossimi soldati per la guerra. Data però la loro indole giovanile, i ragazzi non possono fare a meno di trovare il loro addestramento (una partita di paintball) divertente, al punto di concluderla in un amichevole parità con i due capitani (Pinocchio e Lucignolo) che innalzano assieme le proprie bandiere legate in una. Furibondo che ciò non abbia formato a loro il carattere, il Podestà a capo del campo (e padre di Lucignolo) ordina al figlio di sparare a Pinocchio con un'arma vera, continuando a ordinarglielo persino quando gli aerei Alleati bombardano il campo. Sarà proprio una di queste bombe che ucciderà l'ufficiale e abbatterà un muro dal quale i ragazzi scappano, mentre l'esplosione scaglia Pinocchio lontano.
- Il manga Pinocchio, scritto da Osamu Tezuka, mischia il film Disney col libro originale e il paese dei balocchi non solo è rappresentato come nel film su un'isola con le stesse attrazioni, ma sono dipinte anche quelle tagliate dal film come il fiume di dolcetti.[12]
- Nella versione italiana di Shrek Il Musical, Pinocchio cita la trasformazione in somaro nel brano "La mia vita è cosi" (Story of my Life).
- In Agenzia investigativa Carlo Lorenzini, Carlo Lorenzini (Pinocchio) spiega che ogni anno va con Pietro (Peter Pan) al luna park per rievocare il meglio che offrivano il paese dei balocchi e l'Isola che non c'è. In diversi capitoli, inoltre, Carlo spiega che, anche in seguito alla reincarnazione nel mondo reale, ha mantenuto la possibilità di capire i somari. Proprio per questo, Chef Barbecue (Long John Silver) non gli prepara il suo piatto forte, lo spezzatino d'asino.[13]
- Nell'invertita storia di Pinocchio. Storia di un bambino, il paese dei balocchi è un semplice paesello intaccato dalla guerra tra i burattini e i Grilli parlanti ed è lì che Pinocchio segue Lucy (a piedi, poiché la carrozza è una delle tante bugie di quel mondo). Dopo alcuni mesi di sollazzo tra la pesca e il magiare mele, Lucy spiega però che ha intenzione di rilasciare uova di grillo nel paese e, per amore della sua amica, Pinocchio accetta di aiutarla, ma sono fermati e poi arrestati dai burattini.[14]
- In Turchina, fumetto biografico di Giovanna Ragionieri (colei che ispirò a Collodi la figura della fata), la fiera del paese alla quale Giovanna e Carlo vanno una sera diventa l'ispirazione per il paese dei balocchi. Di questa fiera l'unica attrazione vista sono dei seggiolini volanti.[15]
- In Pinocchio, il colore della notte, che narra la storia del libro dal punto di vista della Fata, l'omino si scopre essere uno dei servitori dell'Ombra della Coniglia (la Morte), rivelando così che lo scopo del suo paese dei balocchi è quello di assicurarsi che i somarelli vengano venduti a crudeli o esigenti padroni che li uccidano o con la violenza o il duro lavoro e i conigli neri possano portarsi via un altro corpo. Per vendicare Pinocchio, la bambina dai capelli turchini finirà per uccidere l'omino, lasciando incerto il fato del paese dei balocchi e i suoi attuali occupanti senza più l'omino.[16]
- In Pinocchio Musical, il Paese dei balocchi è rappresentato fedelmente come un parco giochi con scivoli, alberi della cuccagna, stand di costumi da carnevale, pignatte e sagome manovrabili. Pinocchio decide di andarci quando l'omino gli dice che ha la possibilità di andarsene quando ne ha voglia, ma Pinocchio si trasforma dopo un giorno e, mentre tutte le vittime sono vendute al mercato, l'omino fa esibire il protagonista nel suo circo.
- Nel gioco di ruolo horror Sine Requie una delle ambientazioni è chiamata "Il Paese dei Balocchi".
- In Lies of P, l'Isola degli Alchimisti sostituisce il luogo, in qualità di base di Simon Manus (controparte dell'Omino), ma è il Morbo Pietrificante che aleggia in tutta Kratz a sostituire la febbre del somaro pietrificando la gente e poi corrompendola in mostri. Gli Alchimisti, alla vista di ciò, decidono di non curare il Morbo, volendo vedere come questa nuova evoluzione possa portare ad un nuovo capitolo per l'umanità. Alcuni nemici, con indosso maschere di asini si aggirano per la città in riferimento alle vittime dell'originale febbre del somaro.
- In varie serie animate e televisive sulle fiabe, compare spesso il Paese dei balocchi.
  - Le allegre avventure di Scooby-Doo e i suoi amici: nell'episodio "Scoobynocchio", addormentatosi durante la visione del film di Pinocchio, Scooby sogna che l'Omino gli venda dei biglietti per il paese dei balocchi dove ci porta Shaggy e Scrappy. Il paese (che ha lo stesso nome inglese della versione Disney) è un normale e moderno luna park dove l'unica cosa inusuale è il naso di Scooby che si allunga ad ogni sua bugia. Solo quando ai tre spuntano le orecchie da somaro, Shaggy realizza cosa sta succedendo e tentano la fuga, ma per via del suo lungo naso, Scooby è catturato dall'omino, ma proprio allora si sveglia. Uscendo dal cinema, un uomo dallo stesso aspetto dell'omino del sogno, tenta di vendergli dei biglietti e Scooby scappa via spaventato.
  - Le più belle favole del mondo: il paese è un semplice luna park.
  - Calendar Men: nel veloce flashback di Pinocchio nell'episodio "Pinocchio e il Cosmo-Pavone", viene fugacemente visto Pinocchio da somaro, ma stranamente in un villaggio ridicolizzato dai bambini e non al paese dei balocchi (o al circo).
  - Nel regno delle fiabe: il paese dei balocchi è assente, ma non la trasformazione in asino: Pinocchio viene convinto da due malfattori (controparti del Gatto e la Volpe) a entrare nella carrozza dello zingaro burattinaio da cui è scappato e questi rivela che possiede un medaglione in grado di trasformare la gente in somari e che venderà Pinocchio, quando si sarà completamente trasformato, per fare soldi data la sua natura di legno. La fata però lo libera e quando lo zingaro scopre che i suoi complici stavano per rubargli il medaglione, li invita ad entrare nella carrozza e li trasforma in somari per guadagnare della perdita di Pinocchio.
  - Le fiabe più belle: il paese dei balocchi è anche qui un luna park dove Pinocchio passerà diversi mesi. A guidare la carrozza sono il Gatto e la Volpe, assoldati dall'Omino, il quale si occupa di invitare i ragazzi a sfogarsi e divertirsi, per poi smistarli mentre si trasformano. Pinocchio, come nel film Disney, riesce a scappare con solo le orecchie e la coda asinine dopo aver scoperto la verità.
  - Happily Ever After: Fairy Tales for Every Child: l'isola dei balocchi è gestita nella notte dal Rapace, il malvagio burattinaio che copre anche il ruolo di Mangiafuoco, e il Gatto e la Volpe si occupano di scortare i bambini alle navi. Pinocchio viene convinto ad andarci dai bambini, non accorgendosi della presenza di Gatto e Volpe, e poi scappa a nuoto dopo essersi mezzo trasformato. George (Geppetto), vedendo Pinocchio imbarcarsi, convince Gatto e Volpe a portarlo con la scusa di dividersi un tesoro sepolto all'isola, ma una tempesta li sorprende e, dopo averlo separato dai due manigoldi, viene divorato dalla Balena.
  - Tre gemelle e una strega: il paese dei balocchi è un moderno Luna Park che Pinocchio raggiunge rimanendo sullo scuolabus (guidato dalla Strega Annoiata) dopo aver saputo che vi è l'opzione di andarci se non scende a scuola. La trasformazione ha quasi effetto subito mentre i bambini si divertono sugli autoscontri, mentre l'omino canta una canzone in cui spiega come è diventato ricco, poi imbarca i bambini su una nave per portarli al mercato nero, facendo pentire la Strega di aver aiutato l'uomo. Pinocchio, vedendo suo padre e le gemelle venire in suo soccorso, si butterà in mare e li salva dalla Balena aiutato dalla Strega.
  - Colorado - 'Sto classico: nell'episodio di Pinocchio, il paese dei balocchi è una discoteca in cui la gente indossa orecchie da somaro. Con Pinocchio che si diverte con Lucignolo al suo interno, si interrompe il flashback, spiegando che da qui si sono perse le tracce del protagonista, tornando all'intervista che fa da espediente narrativo.
  - Simsalagrimm: scampati dalla nave del burattinaio durante una tempesta, Pinocchio e Yoyo naufragano sull'isola dei balocchi, dove notano tristi asini sulla spiaggia e un gruppo di giocattoli giganti invitarli a giocare al luna park (dall'aspetto anacronisticamente moderno). Yoyo spiega di sapere del paese dei balocchi dai racconti di Doc Croc, suggerendo che possono permettersi divertirsi un po' ma che devono poi tornare a costruire una barca per riprendere la ricerca di Geppetto e Doc. Pinocchio però si lascia distrarre dalle attrazioni e nel giro di poco si trasforma in somaro, venendo preso in giro dai pupazzi. Tornato da Yoyo, questi comprende che è il prezzo del suo bighellonare, ma aiutandolo a montare la barca, Pinocchio perde pian piano ogni attributo asinino e, non appena salpano via dall'isola, Pinocchio torna normale.

### Versione Disney
(Dialogo tra il Postiglione e Volpe, Pinocchio)
- Nel film Disney Pinocchio, Il Paese dei Balocchi viene rinominato nella versione inglese con il nome di "Pleasure Island" (Isola del Piacere/Peccato). È un gigantesco luna park che si raggiunge tramite un battello che a sua volta è raggiunto con la carrozza trainata dai somari, ma le attrazioni visitate sono però posti in cui, anziché i giochi, viene messo in risalto il malo comportamento: ring di lotta, distributori di sigari e birra, sale da biliardo e ville piene di costosa roba da distruggere e deturpare (tra cui pure la Gioconda). Nel giro di una notte, i bambini sono già trasformati, ingabbiati e caricati sul battello per il mercato nero o già direttamente alle miniere di sale e i circhi. Lucignolo e Pinocchio sono gli ultimi a trasformarsi, incuranti di essere inoltre rimasti soli, e quando Lucignolo si trasforma, giunge il Grillo che invita Pinocchio (con già coda e orecchie) a scappare per la scogliera, fortunatamente non venendo scoperti. Non viene mai espressamente detto cosa causi la trasformazione nel film (alcuni libri però menzionano la febbre del somaro[17]), ma viene lasciato intuire dal fatto che il Postiglione non sia umano, che mostri di fumo facciano da guardiani all'isola e che persino criminali come il Gatto e Volpe tremino al solo menzionare del posto che qualcosa di oscuro sia all'opera.
  - In alcune scene tagliate e bozzetti, il posto doveva avere degli squali come guardiani e anche attrazioni come alberi e fiumi di dolciumi. Inoltre il Postiglione si accorgeva della fuga di Pinocchio e, dopo aver fallito nel fermarlo, prova a mandare Gatto e Volpe a riprenderlo, ma i due vengono poi arrestati. Lucignolo anche avrebbe tentato la fuga, ma si sarebbe sacrificato quando la trasformazione si conclude per lui. Alcune di queste scene sono mantenuti in alcuni adattamenti a fumetti o libro del film (e nel remake), assieme a una veloce menzione di come Geppetto fosse venuto a conoscenza di come Pinocchio si trovasse lì e, nel raggiungerlo, sia stato divorato dalla Balena.[18][17]
- Nel videogioco del 1995, il Paese dei Balocchi ha più attrazioni visitabili viste solo nello sfondo del film, come le montagne russe, e durante la fuga Pinocchio deve vedersela con gli ombrosi guardiani e il Postiglione, buttandolo infine in mare.
- Nel film Geppetto, il Paese dei Balocchi è spesso usato come monito dagli adulti come "il posto dove finiscono i bambini disobbedienti", sebbene nessuno sa per certo cosa accada lì. Pinocchio parte subito per il Paese dei Balocchi dopo essere scappato a Mangiafuoco, salendo sulla prima carrozza che trova (trainata però da cavalli). Mangiafuoco lo scopre e lo insegue, ma viene poi cacciato via dagli addetti (qua dei normalissimi umani) perché gli adulti non sono ammessi. Geppetto, guidato laggiù dalla Fata Azzurra, arriva e riesce a sfuggire alla sicurezza e scoprire degli asini, ma non riesce a convincere Pinocchio a seguirlo e il burattino fa la stessa fine degli altri. Geppetto viene poi lasciato andare dal Postiglione (incurante che abbia scoperto del loro segreto) e il falegname parte a inseguire la nave con gli asini diretta al mercato, venendo divorato dalla Balena. Il Postiglione e la sua troupe cantano la canzone "Pleasure Island".
- Nella storia a fumetti La storia (in)finita, in cui Fantàsia è un misto delle varie locazioni dei Disney, l'abbandonato Paese dei Balocchi copre il ruolo della Città dei Fantasmi. Topolino (nei panni di Atreiu) ci si ritrova dopo essere caduto da Dumbo (Falkor). Mentre il Nulla arriva e inizia a cancellare il posto, giunge sul posto Malefica (Gmork) a fermare l'eroe, ma quando la sua coda di drago tocca il Nulla anche lei inizia sparire e Topolino viene poi salvato da Dumbo un attimo prima che il Paese dei Balocchi sparisca del tutto.[19]
- In Kingdom Hearts 3D: Dream Drop Distance, il Paese dei Balocchi è l'ambientazione principale del mondo natale di Pinocchio quando Sora lo visita per risvegliarlo, salvando Pinocchio prima che si trasformi per poi seguirlo in mare alla ricerca della Balena. Nessun altro bambino svogliato, ne il Postiglione o i suoi seguaci sono presenti nel posto.
- In C'era una volta, il paese dei balocchi è alluso nella prima stagione quando Pinocchio parla di Phuket come "un'isola di piacere" che, come il Paese dei Balocchi, lo ha distratto dai suoi doveri e, in simile maniera, lo ha anche punito fisicamente, stavolta ritrasformandolo in burattino. Il vero Paese dei Balocchi compare però nella sesta stagione (curiosamente l'unico posto della medievale Foresta Incantata a possedere l'elettricità) e in questa versione, per quanto presenti i giochi e le attrazioni da luna park per i bambini, si fa più enfasi sul suo nome originale ("Isola del Peccato") mentre il neo-astemio Robert viene offerta la birra dagli inservienti mentre cerca il figlio, trovandolo poi con l'aiuto di Pinocchio. Uncino spiega inoltre (nella versione inglese) che il Paese dei Balocchi e l'Isola che non c'è sono in affari e si scambiano spesso le proprie vittime.
- Nel remake del 2022, il Paese dei Balocchi rimane la solita losca isola, ma oltre all'aggiunta di elementi tagliati come il fiume di caramelle, viene fatta una distinzione con metà dell'isola dedicata al divertimento e lo svago e l'altra metà dedicata al brutto comportamento, con luoghi dedicati ai furti, la distruzione di oggetti, con microfoni e proiettori per lamentarsi degli adulti e le regole. Pinocchio riesce a godersi la prima metà ma si trova in soggezione nella seconda. Come nel film originale, il Paese dei Balocchi è conosciuto dagli adulti, al punto che il Postiglione è ricercato dalla legge. Alcune scene tagliate dal film originale vengono incluse, come Pinocchio che scappa dallo staff dell'isola per sfuggire alla trasformazione (ma viene dato per morto quando si butta in mare) e Geppetto che scopre della sua posizione che lo spingerà in mare. Il Postiglione canta una canzone dedicata al paese chiamata "Gioca!". Per correttezza politica, i sigari sono stati rimossi, la versione inglese sottolinea che la bibita servita ai bambini è root beer (che, in mancanza di una traduzione, in italiano continua ad essere chiamata birra) e delle bambine sono viste (nel film animato i bambini svogliati erano tutti esclusivamente maschi). Infine, mentre nel film originale, Pinocchio mantiene coda e orecchie per il resto della pellicola fino alla sua metamorfosi in bambino, nel remake riesce a far sparire coda e orecchie (qua rappresentate di legno come il suo corpo) quando si impegna a riunirsi al padre.
- Nel libro A Twisted Tale - La Stella dei Desideri, Ilaria, sorella dell'appena divenuta Fata Azzurra, decide di scappare di casa ma è aggredita da due malfattori. Larissa, la Fata Verde e leader dei Senza Cuore, giunge in suo soccorso e le domanda cosa vuole fare dei due. La ragazza, ricordandosi di uno degli insulti a lei riferito dai malandrini, propone che vengano trasformati in asini. Da questa esperienza, Larissa troverà l'ispirazione per creare, in sostituzione all'addormentato e perduto Monstro, il Paese dei Balocchi su un isolotto nascosto dalla magia, affidando poi il compito di controllarlo a Postiglione, aiutato dalle ombre di ciò che resta delle vittime dei Senza Cuore. Il luogo è usato dai Senza Cuore per avere un'altra grande fonte di disperazione dal mondo grazie alla scomparsa dei bambini, e alimentare così il loro potere. Quando i Senza Cuore ritrovano Monstro, lo mettono a guardia dell'isola, assicurandosi che impedisca a chiunque estraneo di avvicinarsi. Quando i Senza Cuore sono fermati, le fate fermano il Paese dei Balocchi e riportano le vittime alla normalità.[20]
- Lo sfondo del Paese dei Balocchi del film animato è usato come ispirazione in Cuphead per lo sfondo della battaglia contro Beppi il Clown.[21]

## Musica
Il paese dei balocchi è stato un gruppo musicale italiano di rock progressivo degli anni '70.
Alla figura dell'uomo di burro, che trasporta i bambini nel paese dei balocchi, è ispirata invece una canzone del cantautore napoletano, "Franz è il mio nome", inclusa nell'album La torre di Babele del 1976.
Il paese dei balocchi dà il titolo ad una canzone di Edoardo Bennato, contenuta nell'album omonimo del 1992, che tratta in maniera polemica la questione dello sbarco degli immigrati in Italia.
Il paese dei balocchi dà il titolo ad una canzone dei Pooh, contenuta nell'album Pinocchio del 2002 e riproposta l'anno successivo nell'omonimo musical.